# Batalhão Kagnew
Os Batalhões Kagnew (amárico:  ቃኘው) foram várias unidades militares do Exército Imperial Etíope que lutaram como parte do Comando das Nações Unidas na Guerra da Coréia (1950–53). Os batalhões se revezavam anualmente, com o Primeiro Batalhão Kagnew chegando à frente em 1951. O Terceiro Batalhão Kagnew, que chegou em 1953, permaneceu até a assinatura do armistício em 1954. Nos dois anos seguintes, mais etíopes guardaram o impasse na Coréia como parte do Quarto Batalhão Kagnew e da Quinta Companhia Kagnew. Embora algumas publicações indiquem que os etíopes permaneceram na Coreia até 1965, na verdade permaneceram como parte do Comando das Nações Unidas até 1975. Os membros do Batalhão Kagnew foram, com poucas exceções, retirados da Divisão de Guarda-costas Imperiais Etíopes.
Ao todo, 3.158 etíopes serviram nos Batalhões Kagnew durante a guerra. O batalhão mostrou-se altamente motivado e os etíopes orgulharam-se de não terem perdido nenhum único combatente feito prisioneiro ou desaparecido, tendo repatriado até mesmo seus mortos. O Chefe do Estado-Maior americano escreveu: "Eles retornaram como chegaram - todos juntos -, estivessem vivos, feridos ou mortos."

## Etimologia
O termo "Kagnew" em ⁣amárico tem dois significados; o primeiro sendo “trazer ordem ao caos” e o segundo, “derrubar”. Era o nome do cavalo de guerra de Ras Makonnen, um dos generais do imperador Menelik II durante a Primeira Guerra Ítalo-Etíope e pai de Haile Selassie.

## Contexto
Com a eclosão da guerra na península coreana em 1950, as Nações Unidas enviaram um apelo a seus países membros por assistência militar. O imperador Haile Selassie I da Etiópia, um fervoroso defensor da segurança coletiva, prometeu despachar um batalhão de infantaria. A Etiópia fora invadida pela Itália Fascista de Mussolini e os pedidos do imperador Selassie por ajuda à Liga das Nações foram em vão; decidindo apoiar suas palavras com ações, a Etiópia decidiu participar ativamente da defesa da Coréia do Sul.
As Forças Armadas do Império Etíope naquela época consistiam na Divisão de Guarda-costas Imperiais (Kebur Zabagna), três divisões do exército, uma pequena força aérea e um exército de guarda provincial de reserva. A Divisão de Guarda-costas Imperiais era a força militar de elite do império com a responsabilidade de salvaguardar a casa real e manter a segurança interna. Portanto, os batalhões destinados à Coréia eram formados principalmente por oficiais e homens da Divisão de Guarda-costas Imperiais. Eles então receberam treinamento intensivo nas montanhas da Etiópia para aclimatação.

## Desempenho na Guerra da Coréia

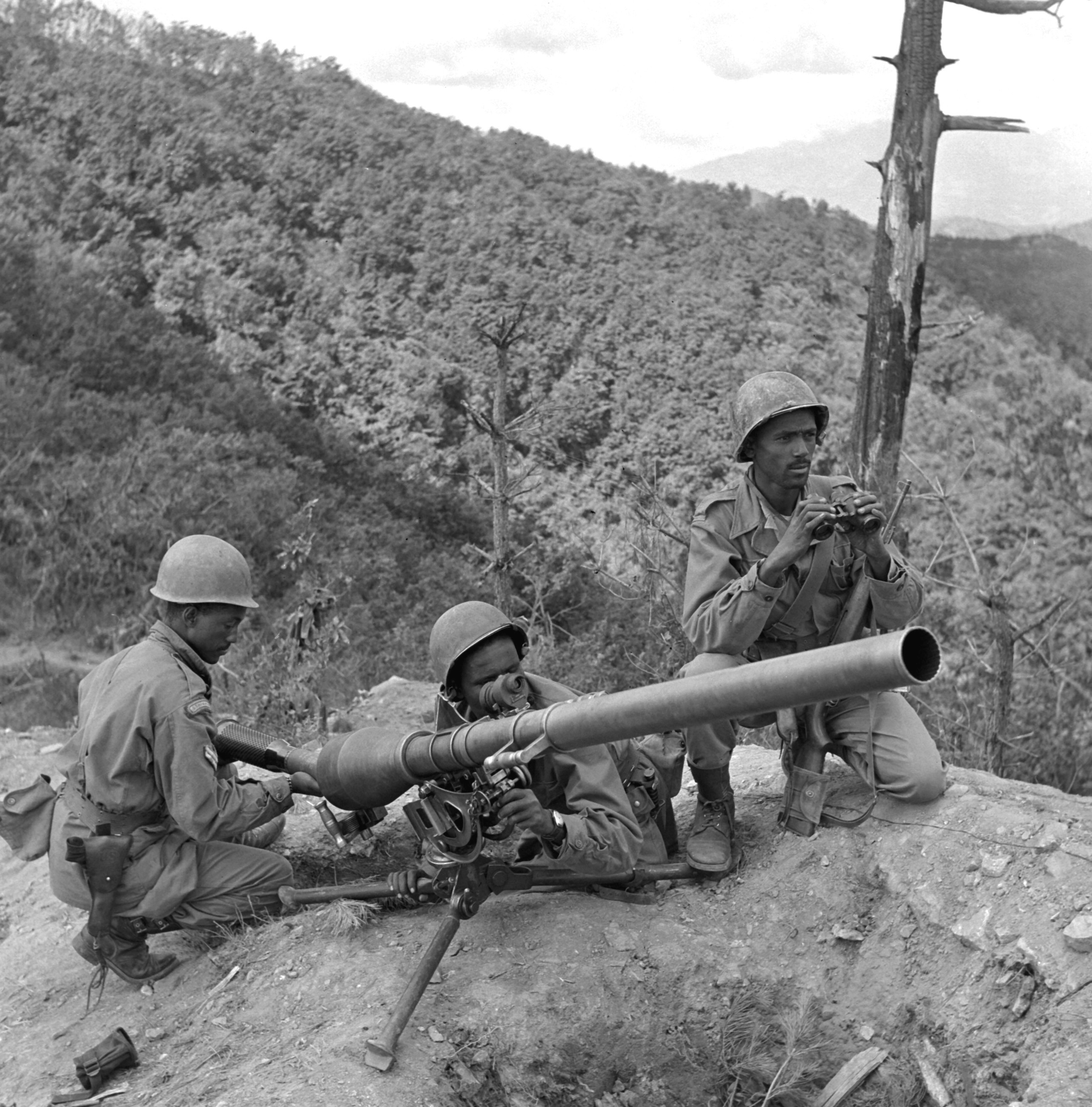
Artilheiros etíopes preparam um canhão sem recuo M20 de 75mm.

Os Kagnews serviram com grande distinção, principalmente ao lado da 7ª Divisão de Infantaria dos Estados Unidos, e segundo todos os relatos (incluindo os do inimigo) se saíram bem em combate, sofrendo 121 mortos e 536 feridos durante o curso do conflito. Um dos feitos que S. L. A. Marshall considerou digno de nota foi uma patrulha etíope na Batalha de Pork Chop Hill em 1953, quando:
"...sob observação total do terreno inimigo, oito etíopes caminharam 800 metros através de terra de ninguém e subiram a encosta da colina T-Bone direto para as trincheiras inimigas. Quando olhamos novamente, os oito haviam se tornado dez. A patrulha arrastava dois prisioneiros chineses, tendo-os arrancado do abraço do batalhão comunista..."
O historiador militar britânico John Keegan observa que as unidades etíopes provenientes da Guarda Imperial ("uma força superprivilegiada e um tanto mimada") lutou com alguma distinção na Coreia entre 1951 e 1954, embora tenha tido um desempenho menos competente na Crise do Congo (1960-64). Os soldados do Batalhão Kagnew foram descritos pelo jornal americano Kansas City Star, em 1953, como uma unidade de elite selecionada: “Praticamente todos variam de um metro e oitenta a um metro e oitenta e cinco de altura e todos parecem magros e esguios. O batalhão é composto pela guarda do palácio, e isso significa que cada homem da unidade foi cuidadosamente selecionado por excelentes condições físicas e qualidades de combate.”
O Batalhão Kagnew também teve problemas de convivência com seus aliados. Seus oficiais ficavam ofendidos quando categorizados como "negros" pois, na Etiópia, os africanos negros vinham sendo escravizados por gerações. Aqueles mais bem nascidos também foram culpados de se portarem com arrogância e ocorreu até mesmo certa falta de cooperação com o Comando das Nações Unidas (UNC). Para fazer valer sua autoridade, o UNC mandou de volta os oficiais mais recalcitrantes. Os praças, da sua parte, não causaram dificuldades; eram considerados excelentes combatentes, embora lhes faltasse certa dose de habilidade mecânica. Durante a partida para a Coreia, o arcebispo da igreja cristã copta concedeu dispensa especial para as tropas comerem rações americanas. Em uma cerimônia para os soldados etíopes em Gapyeong, em 5 de maio de 1952, o capelão do batalhão fez um discurso sobre o 12º aniversário da independência etíope da Itália Fascista, mencionando o pedido de ajuda etíope à Liga das Nações e a ajuda à Coréia do Sul:
"Sendo a Etiópia mais uma vez uma nação livre, ouviu o apelo de outra pequena nação por ajuda para repelir um agressor. Nós, com outras nações amantes da liberdade, e sob a orientação do nosso Imperador, viemos em auxílio desta nação. Nós, membros do Batalhão Kagnew, estamos felizes e orgulhosos da oportunidade de ajudar outro pequeno país na sua luta contra um invasor."
Pelo menos nove medalhas da Estrela de Prata e dezenas de medalhas da Estrela de Bronze também foram concedidas aos etíopes pelos Estados Unidos. Dois membros, o tenente-coronel Teshome Irgetu e o 2º tenente Haptewold Mamo, receberam o maior prêmio de bravura etíope e se tornaram "Cavaleiros da Ordem do Imperador Menelique II".
A ação do tenente ocorreu numa noite de maio de 1953, quando ele liderou uma pequena patrulha composta por 14 etíopes e um americano. Enquanto espiavam por cima do topo da colina para explorar a área abaixo, foram alvo de fogo pesado, antes de serem assaltados por uma força estimada em 300 chineses. Três etíopes e o único americano foram mortos imediatamente. Um soldado chinês tentou emboscar um operador de rádio e tomá-lo como refém. Habtewold matou o soldado com seu fuzil, resgatou seu companheiro de equipe e tentou pedir reforços e fogo de artilharia, mas os três rádios foram danificado. Habtewold foi atingido várias vezes e desmaiou duas vezes devido à perda de sangue enquanto a luta avançava durante a noite. Seguindo o lema do batalhão, “Nunca seja capturado no campo de guerra”, o tenente empunhou uma pistola com a intenção de cometer suicídio caso estivesse prestes a ser capturado mas entregou a pistola para um companheiro ferido. Depois de desmaiar pela terceira vez, ele estava reduzido a uma única granada de mão. Sem um rádio funcionando, eles seriam sobrepujados. Habtewold se aventurou em campo aberto, pegando fuzis e munições de inimigos moribundos, e manobrou em direção à posição de um de seus operadores de rádio; por meio de um inglês ruim, forneceu coordenadas aos artilheiros americanos que esperavam em prontidão e a artilharia aliada atingiu a colina, impedindo os avanços chineses. Enquanto a artilharia mantinha os chineses de cabeça baixa, reforços logo chegaram sob a cobertura de granadas de fumaça e ajudaram a resgatar sua patrulha – todos os seus homens mortos ou feridos. Além da condecoração máxima etíope, o Tenente Haptewold Mamo também recebeu a medalha da Estrela de Prata americana.

## Galeria

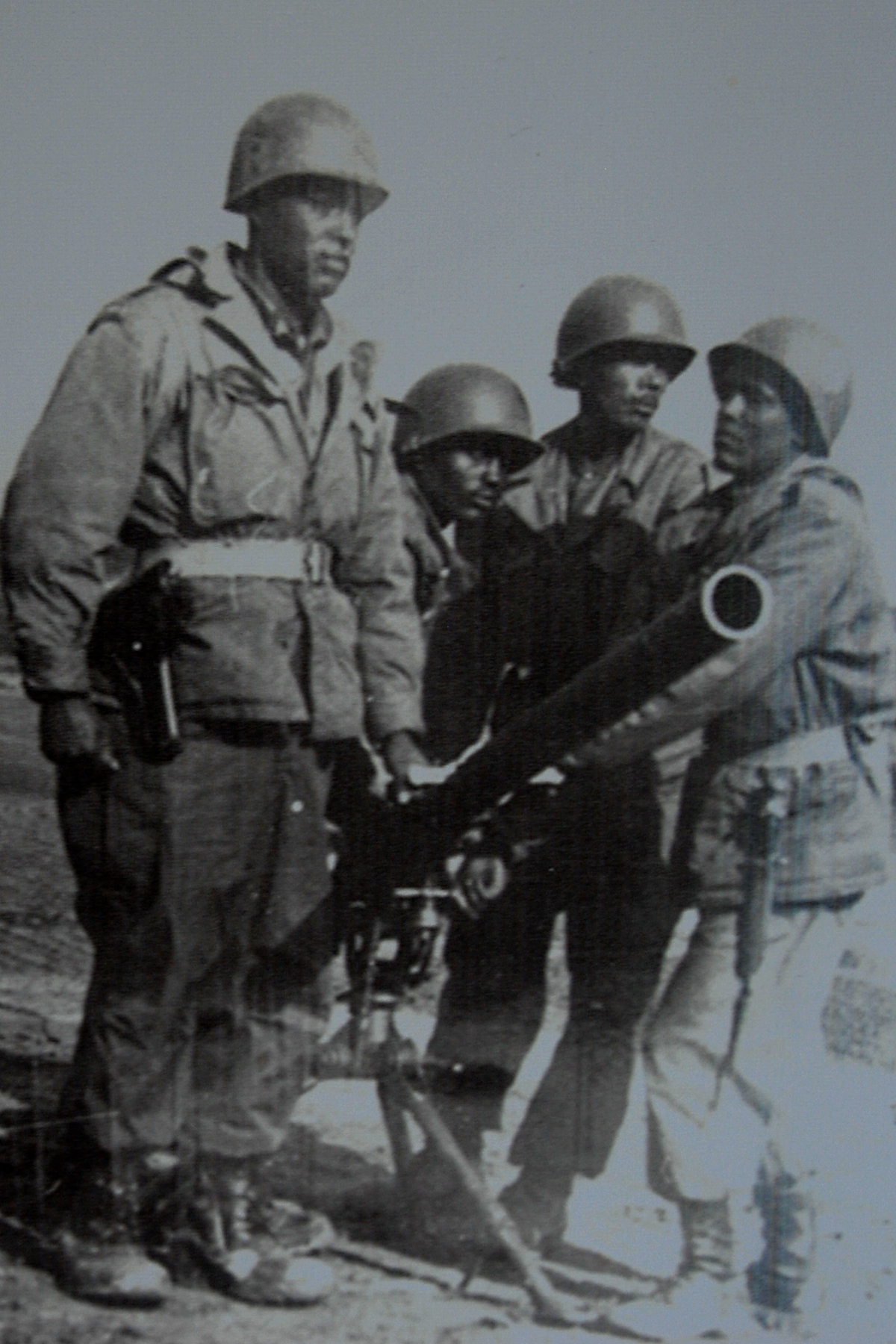
Soldados etíopes com um canhão sem recuo na Coreia.
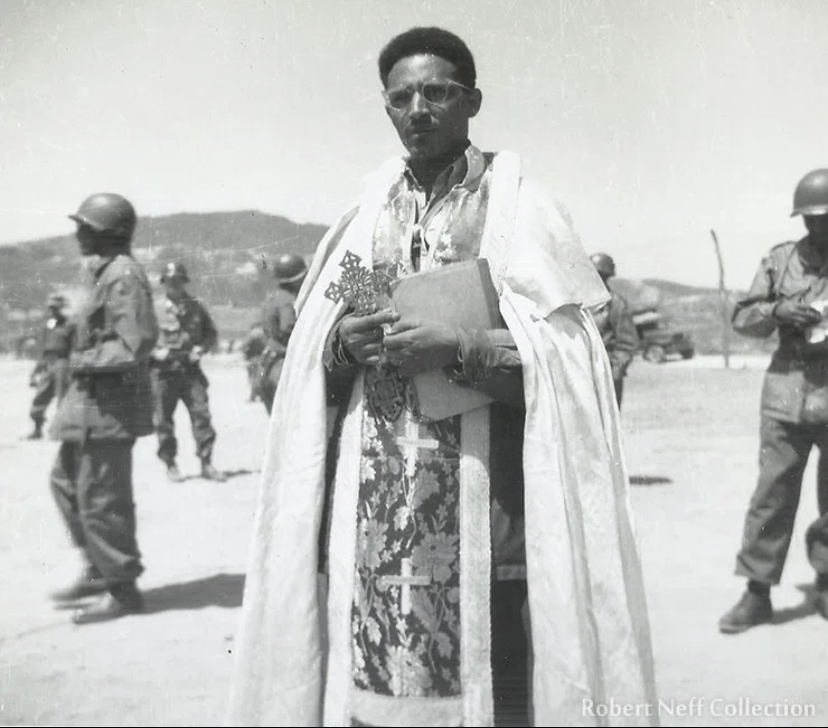
Capelão do Batalhão Kagnew na Coréia.
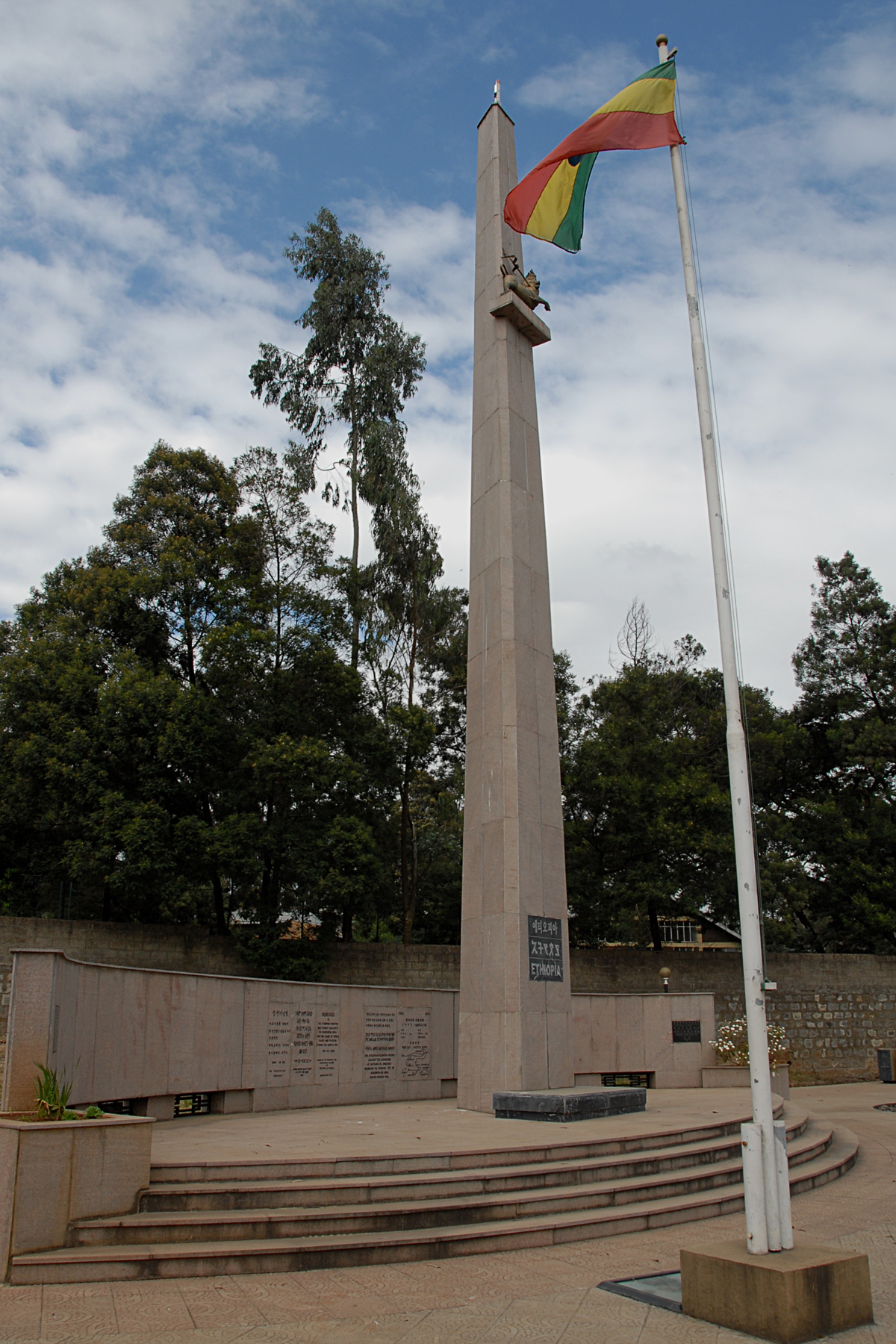
Memorial para o Batalhão Kagnew na capital Addis Abeba.
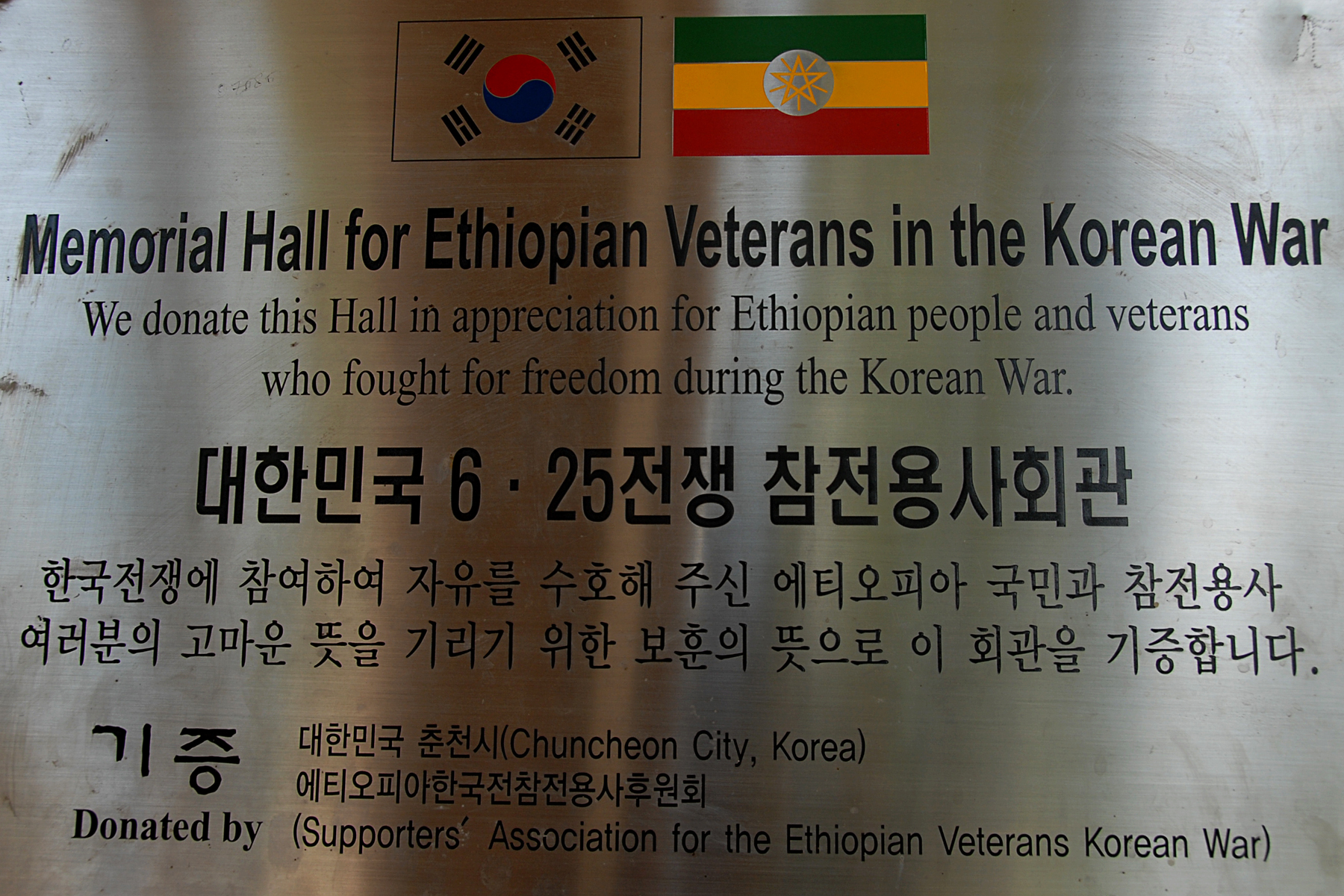
Placa memorial em homenagem aos veteranos etíopes da Guerra da Coréia.

## Legado
Quando os EUA estabeleceram uma base militar na recém-federada Eritréia em 1953, renomearam a base como Estação Kagnew em homenagem aos oficiais e homens que serviram tão admiravelmente na Coreia.
As façanhas do Batalhão Kagnew foram abordadas em detalhes no livro Pork Chop Hill por S.L.A. Marshall. Comentando sobre o dogma de luta dos etíopes, Marshall declara, "Como Horácio na ponte ou os águias gritantes em Bastogne, foi uma luta clássica, terminando em triunfo limpo sobre probabilidades aparentemente impossíveis". Salientando que os correspondentes de guerra que foram atraídos pelos valores das manchetes de operações como a Little Switch, os 163 correspondentes de guerra ignoraram os feitos igualmente interessantes e incomparáveis dos etíopes.[...]
A Junta Comunista de Mengistu Hailemariam quando chegou ao poder em 1974, fez de tudo para apagar o histórico "embaraçoso" do serviço de Kagnew contra os comunistas. A Associação de Guarda-costas imperiais existe desde que a divisão foi dissolvida pela junta militar Derg e continua a celebrar as realizações dos oficiais e homens. Atualmente está sob a liderança do Brigadeiro-General Desta Gemeda (reformado). A Associação dos Veteranos da Guerra da Coréia está sob a liderança do Coronel Melesse Tessema (reformado).